# Coleophora lineariella
Coleophora lineariella é uma espécie de mariposa do gênero Coleophora pertencente à família Coleophoridae.